# Hemispheres
Hemispheres é o sexto álbum de estúdio da banda de rock canadense Rush, lançado em 24 de Outubro de 1978, pela Anthem Records. Ele chegou à posição 14 nas paradas do Canadá e Reino Unido, e na posição 47 nos Estados Unidos. O álbum vendeu consistentemente durante os anos, recebendo o certificado de platina da Recording Industry Association of America por vender um milhão de cópias 15 anos depois.
Após uma turnê particularmente cansativa promovendo o álbum A Farewell to Kings para capitalizar em cima da sua crescente base de fãs, a banda teve um período de descanso. Eles retornaram aos estúdios de Rockfield no País de Gales para gravar um álbum sucessor, mas não tinham nenhum material pronto, então passaram duas semanas escrevendo e compondo novo material, com certa dificuldade para determinar uma direção para ele. É o último álbum do Rush a possuir uma faixa que ocupa um lado inteiro do disco; a faixa de abertura de 18 minutos "Cygnus X-1 Book II: Hemispheres" conclui a história inicialmente deixada em um cliffhanger em A Farewell to Kings, e o conceito de Apolíneo e Dionisíaco abordado nas letras do baterista Neil Peart são representados na arte da capa. A última faixa, "La Villa Strangiato", foi o primeiro instrumental da banda.
Hemispheres teve uma recepção majoritariamente positiva dos críticos no seu lançamento, e teve ainda mais reconhecimento com o passar do tempo. Foi o primeiro álbum do Rush a ser tocado ativamente nas rádios FM, ajudado pelo lançamento de "Circumstances" e "The Trees", as duas faixas mais curtas do álbum, como singles. O álbum foi remasterizado diversas vezes, e uma edição deluxe de comemoração ao aniversário de 40 anos do album contendo faixas ao-vivo inéditas foi lançada em 2018.

## Antecedentes e gravação
Em maio de 1978, Rush terminou a turnê de A Farewell to Kings, que contribuiu para o avanço da banda no mercado britânico, depois de uma série de shows bem sucedidos e "Closer to the Heart", o single principal do album, ter chegado à posição 36 no Reino Unido. Após um período de descanso, a banda se juntou para produzir o próximo álbum e retornou para os estúdios de Rockfield em Monmouthshire, País de Gales para gravar, já que haviam gostado de fazer A Farewell to Kings no local. O baixista e vocalista Geddy Lee disse que a banda não queria gravar nos Estados Unidos, e já que eles haviam sido influenciados por várias bandas britânicas, gravar no Reino Unido era uma ideia atrativa. Diferentemente dos álbuns anteriores, a banda não tinha nenhuma ideia preconcebida ao iniciar processo de composição. Eles alugaram uma casa de fazenda próxima ao estúdio por duas semanas para  compor e ensaiar intensamente. Durante os ensaios, o trio tinha preocupações em relação à direção do novo álbum.

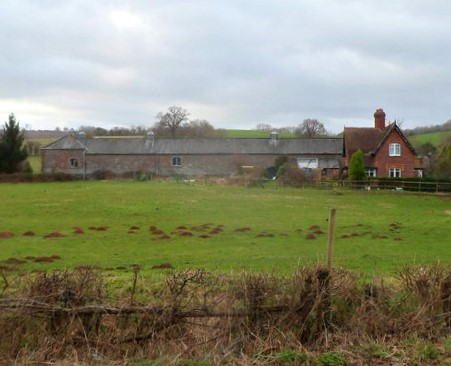
Rockfield Studios

Hemispheres foi gravado entre Junho e Julho de 1978, sendo, até então, o período mais longo de tempo dedicado pela banda à gravação de um álbum. Em comparação, 2112, de 1976, foi gravado em cinco semanas e, A Farewell to Kings, em quatro. A banda juntou-se com seu co-produtor de longa data Terry Brown, também creditado como co-arranjador, e o engenheiro Pat Moran. O estúdio carecia de coisas básicas, como um sofá. Lee descreveu o estúdio como "alternativo". Em um incidente, Lifeson se frustou com a fechadura da porta do estúdio, que estava falhando. Então, em um ataque de raiva, tirou-a fora e instalou um abridor hidráulico na porta junto com uma maçaneta. O álbum foi gravado em seções com os três membros tocando simultaneamente. Durante o período alocado pela banda em Rockfield, O Rush só conseguiu gravar a música, devido ao tempo necessário para arranjar as faixas, então eles reservaram o Advision Studios em Fitzrovia, Londres para gravar os vocais. Eles haviam gostado da experiência de mixar A Farewell to Kings lá, e queriam voltar, já que havia sido lá que o Yes havia gravado os seus albúns favoritos. No entanto, ao entrar no Advision, Lee havia cantado as músicas apenas de forma básica, pois as músicas estavam sendo compostas acusticamente e o grupo continuou normalmente, pensando que ele conseguiria cantá-las. "Então nós nunca realmente verificamos o tom em que as músicas foram escritas, e quando eu fui cantá-las, elas estavam em tons muito difíceis para eu cantar, é por isso que eu estou cantando tão agudo." O processo foi frustante para Lee, que teve diversas explosões vocais durante as tomadas vocais e teve que passear algumas vezes para se acalmar.
Assim que a gravação foi completada, a mixagem foi feita por Brown e seu assistente John Brand em Advision. Após cerca de duas semanas e meia, o par encontrou problemas e não foram capazes de produzir um mix satisfatório, o que levou a decisão de brevemente retornar ao Canadá já que a banda havia permanecido longe de casa por vários meses. Eles retornaram a Londres em agosto, dessa vez ao Trident Studios, em Soho, onde o mix foi finalizado. O álbum custou cerca de CAN$100.000 para ser feito, o álbum mais caro do Rush até então. No período de três meses de criação do álbum, a banda teve somente um dia de folga e tirou seis semanas de folga depois de completo para descansarem. Lee relembrou o álbum em 2018 e disse que a banda "subestimou muito o nível de superação que estávamos buscando".

## Músicas

### Lado A
O Lado A é ocupado por "Cygnus X-1 Book II: Hemispheres", a sequência de 18 minutos de "Cygnus X-1 Book I: The Voyage" do A Farewell to Kings que havia terminado em um cliffhanger. A primeira parte, Book I, aborda um explorador espacial sem nome que viaja para Cygnus X-1, um buraco negro, em sua nave espacial e é sugado para dentro dele. Na segunda parte, Book II, a sua alma errante emerge no Olimpo, que testemunha os deuses Apolo e Dionísio presos na luta entre a mente e o coração, os dois liderando dois tipos de pessoas: aquelas que seguem a ciência e o conhecimento e constróem cidades, mas sem apego emocional, e aqueles que vivem em florestas mas experienciam o amor. O conflito leva ao mundo sendo dividido em diferentes hemisférios, e um grito silencioso do explorador é escutado por ambos os deuses que reconsideram e se unem. Eles nomeiam o explorador como Cygnus, O Deus do Equilíbrio, e o mundo é restaurado com a verdade e o amor co-existindo.
Inicialmente, Lee tinha uma ideia diferente para a faixa central do álbum, mas depois que parte da música havia sido composta, o grupo decidiu que deveria continuar a história de "Cygnus X-1". Peart começou a trabalhar na história e letras para a segunda parte três semanas antes da banda partir para Rockfield. O processo foi estressante para ele, que levou "horas arrancando seus cabelos", e estava somente pela metade quando eles chegaram ao estúdio. A sequência, tal como Book I, usa mitologia e simbolismo para ilustrar um conflito entre os deuses Apolo e Dionísio, que é resolvido quando Cygnus intervém, afirmando que um equilíbrio entre coração e mente é o que os humanos precisam para viverem bem. Peart introduziu o gongo e o tímpano para o seu conjunto de percussão pela primeira vez; ele não tinha pensado em adicionar o instrumento nos álbuns anteriores mas achou que seria necessário para Hemispheres.

### Lado B
"Circumstances" é a primeira das duas faixas mais curtas em Hemispheres. Com a banda tendo acostumado a sua audiência a peças mais longas e elaboradas, essa música é considerada por Lee um experimento, uma tentativa de romper com a fórmula progressiva que iria levar a banda a novas direções em álbuns posteriores.
"The Trees" conta a história de uma revolta em uma floresta de carvalhos e bordos, onde os bordos pensam que os carvalhos crescem demais e tomam toda a luz do sol. Os bordos se unem para fazer com que os carvalhos sejam cortados para um tamanho menor, mas no fim, todas as árvores são mantidas iguais por ferramentas cortantes feitas por humanos. Lee disse que o interior galês estabeleceu a atmosfera geral da música: "Você está assistindo televisão inglesa, andando pelo interior galês; há ovelhas conversando com você de manha quando você está tentando dormir... a letra veio primeiro, e queríamos construir um pequeno conto dinâmico como a trilha sonora para essa letra". Peart inspirou-se em uma animação que ele viu de árvores "agindo como tolos", e escreveu uma letra baseada na ideia de árvores agindo como pessoas. Ele, mais tarde, descreveu a música como uma parábola sobre coletivismo, uma ideia originada pela romancista Ayn Rand.
A faixa de nove minutos "La Villa Strangiato" (subintitulada "An Exercise in Self-Indulgence") é o primeiro instrumental gravado pelo Rush, e possui 12 sessões distintas. A peça é descrita por Lifeson como uma "recriação musical" dos vários pesadelos que ele teve, particularmente quando ele estava em turnê. Foi a única música desenvolvida durante o período de ensaio de duas semanas que a banda teve antes de ir ao estúdio. A banda teve muita dificuldade em gravá-la, pois queriam gravá-la como uma única performance ao-vivo, ao invés de uma peça mais produzida e editada. Lee disse que eles levaram cerca de 40 tomadas para produzir uma que eles estivessem satisfeitos, e ele e Peart pontuaram que eles levaram mais tempo para gravar "La Villa Strangiato" do que o seu segundo álbum, Fly by Night. Peart lembrou que o grupo passou quatro dias e noites tocando-a sem parar, mesmo com as mãos cansadas e doloridas: "Estávamos determinados a tocá-la inteira perfeitamente mas, no fim, eu simplesmente não consegui e acabamos montando-a a partir de alguns poucos takes." Os segmentos "Monsters!" e "Monsters! (Reprise)" foram adaptados de "Powerhouse", um instrumental de jazz de 1937 por Raymond Scott.

## Arte
A capa foi desenhada pelo colaborador de longa data do Rush, o artista gráfico Hugh Syme. A capa mostra um homem que lembra aquele da pintura O Filho do Homem, do artista surrealista René Magritte que está do lado esquerdo de um cérebro humano. Ele está olhando em direção a um homem nu em uma pose de balé que está no lado direito. A imagem foi criação inteira de Syme, mas ela foi desenvolvida a partir de discussões com Peart sobre a ideia de esquerda e direita e as partes Apolínea e Dionisíaca do cérebro. A figura de Magritte é o amigo de longa data de Syme, Bobby King, que também foi o modelo nu para o logo Starman do Rush em 2112 que Syme também desenhou. O homem nu é um dançarino da Escola de Balé de Toronto. O cérebro foi emprestado a Syme pelo Departamento de Anatomia da Faculdade de Medicina da Universidade de Toronto para ele fotografar e o desenho final foi completado utilizando imagens compostas. O plano de fundo foi uma combinação de aerógrafo e pintura. Syme começou a trabalhar no desenho antes de ter escutado qualquer música do álbum.

## Lançamento
Antes do seu lançamento, Hemispheres foi tocado inteiramente no programa de rádio do Rick Ringer na CHUM-FM em Toronto, no dia 5 de outubro de 1978, com a banda como convidados de estúdio. Seu lançamento nas lojas foi em 24 de Outubro, e chegou à posição 14 na Canadian Albums Chart e UK Albums Chart, e na posição 47 na Billboard 200 dos Estados Unidos. Por um curto período, Hemispheres foi lançado no Canadá em um vinil vermelho em capa dupla com um poster e como um picture disc de edição limitada. 
O álbum teve um forte impacto no lançamento, e marcou a primeira vez que o Rush recebleu ampla exposição em rádios FM, ajudado pelo fato de "Circumstances" e "The Trees" serem mais curtas e amigáveis às rádios. O álbum recebeu certificação de platina no Canadá e ouro nos Estados Unidos no meio de Dezembro de 1978, e prata no Reino Unido. Ele vendeu constantemente com os anos, atingindo a certificação de platina nos Estados Unidos em 1993, por ter vendido um milhão de cópias, 15 anos após o seu lançamento.
Pouco tempo após o lançamento de Hemispheres, Lee disse que a banda pretendia "quebrar a tradição" e evitar músicas longas e conceituais no seu próximo álbum.

## Recepção
| Críticas profissionais            | Críticas profissionais |
| Avaliações da crítica             | Avaliações da crítica  |
| Fonte                             | Avaliação              |
| --------------------------------- | ---------------------- |
| AllMusic                          | [ 28 ]                 |
| The Encyclopedia of Popular Music | [ 29 ]                 |
| Rolling Stone (2018)              | [ 30 ]                 |
| Sound & Vision                    | [ 31 ]                 |

Geoff Barton deu três estrelas para Hemispheres na revista Sounds em um artigo onde ele ponderou se era "uma obra-prima ou um erro". Por um lado, ele disse que o álbum era "um álbum feito com amor, altamente complexo... repleto de declarações líricas profundas (clichês, mas verdadeiras)". Mas por outro lado, Barton pensva que o álbum mostra o Rush "afundando-se muito, muito além de sua profundidade... Parece impossível pensar que essa banda já foi uma  honesta e despretenciosa banda de heavy metal direto e impactante. Agora, tendo abandonado suas origens básicas, Rush soa ambicioso além de suas capacidades musicais" Em uma avaliação para a revista Circus, Bart Testa escreveu que a banda toca "música de fanfarra estupenda" e pontuou os sentimentos positivos em suas músicas. Ele preferiu "Cygnus X-1 Book II" em comparação à suíte de lado inteiro em 2112 já que mostrava uma performance melhor da banda, pontuando a habilidade do Rush em "interligar redemoinhos de metal" impulsionados pela bateria de Peart. No entanto, Testa pontou que "Circumstances" era a única verdadeira "canção" do álbum, "e ela não é muito boa também". Joe Nick Patoski avaliou positivamente o álbum na revista americana de rock Creem, que pensou que o Rush "colocou as cartas na mesa" com muito sucesso, abordando "questões oportunas e esclarecedoras" nas letras. Ele resumiu: "Exatamente o que os Estados Unidos precisam para abrir caminho para os anos 80".
O álbum ganhou ainda mais elogios da crítica retrospectivamente. Em uma enquete feita pela revista Rolling Stone entitulada "Readers' Poll: Your Favorite Prog Rock Albums of All Time" em 2012, Hemispheres ficou em 8º lugar. Avaliando o álbum para a revista, Michael Bloom disse: "Sobretudo, especialmente em 'La Villa Strangiato', Lifeson, Peart e Lee provaram que são mestres entre todos os power-trios. Na verdade, esses caras tem a habilidade e determinação para romper com os limites amplamente artificiais do formato, e eles consistentemente ameaçam fazê-lo mas nunca realmente conseguem". Em uma avaliação para o AllMusic, Greg Prato comparou o álbum com o trabalho anterior da banda, "Embora a história não seja tão compreensível quanto a de 2112, é muito mais consistente musicalmente, alternando entre cinco diferentes seções que contrastam trechos de rock pesado com partes mais tranquilas." A PopMatters classificou Hemispheres como o 12º melhor álbum de rock progressivo de todos os tempos.

## Turnê
O Rush promoveu o álbum com uma turnê de 137 shows pelo Canadá, EUA e Europa entre outubro de 1978 e junho de 1979. Foi a primeira vez que a banda fez apresentações mais longas e em locais maiores em todo o Canadá, incluindo três shows esgotados no Maple Leaf Gardens, em Toronto, em dezembro de 1978, culminando com uma apresentação na véspera de Ano Novo. O cenário do palco melhorou, desta vez com uma iluminação mais sofisticada e o triplo de projeções de vídeo em comparação com a última turnê, incluindo um filme para ilustrar a história de "Cygnus X-1".  o Rush estava com dívidas consideráveis no começo da turnê, e Peart disse que eles esperavam quitá-la com os ganhos da primeira parte e obter lucro na segunda.. O grupo só iria conseguir lucrar com uma turnê no álbum seguinte, Permanent Waves.

## Relançamentos
| Ano  | Gravadora      | Formato | Notas |
| ---- | -------------- | ------- | --- |
| 1987 | Anthem         | CD      | |
| 1997 | Anthem         | CD      | Remasterizado digitalmente                                                                                                 |
| 2011 | Anthem         | CD      | Remasterizado digitalmente                                                                                                 |
| 2013 | Audio Fidelity | SACD    | Remasterizado digitalmente                                                                                                 |
| 2015 | Mercury        | LP      | Remasterizado digitalmente, 200 g audiophile vinyl.Também disponível nos formatos digitais 24-bit/96 kHz e 24-bit/192 kHz. |
| 2018 | Anthem/Mercury | CD, LP  | Edição de 40º Aniversário com conteúdo ao-vivo inédito.                                                                    |

## Faixas
Todas as letras escritas por Neil Peart, todas as músicas compostas por Geddy Lee e Alex Lifeson, exceto "La Villa Strangiato" escrito por Lee, Lifeson, e Peart. Todas as faixas arranjadas por Rush e Terry Brown.
| Lado A         | |                                     |  |
| N.º            | Título | Duração                             |  |
| 1.             | "Cygnus X-1 Book II: Hemispheres" - I. "Prelude" - II. "Apollo (Bringer of Wisdom)" - III. "Dionysus (Bringer of Love)" - IV. "Armageddon (The Battle of Heart and Mind)" - V. "Cygnus (Bringer of Balance)" - VI. "The Sphere (A Kind of Dream)" | 18:08 4:29 2:30 2:06 2:56 5:01 1:06 |  |
| Duração total: | Duração total: | 18:08                               |  |

| Lado B         | |                                                                  |  |
| N.º            | Título | Duração                                                          |  |
| 1.             | "Circumstances" | 3:42                                                             |  |
| 2.             | "The Trees" | 4:46                                                             |  |
| 3.             | "La Villa Strangiato (An Exercise in Self-Indulgence)" - I. "Buenos Nochas, Mein Froinds!" - II. "To Sleep, Perchance to Dream..." - III. "Strangiato Theme" - IV. "A Lerxst in Wonderland" - V. "Monsters!" - VI. "The Ghost of the Aragon" - VII. "Danforth and Pape" - VIII. "The Waltz of the Shreves" - IX. "Never Turn Your Back on a Monster!" - X. "Monsters! (Reprise)" - XI. "Strangiato Theme (Reprise)" - XII. "A Farewell to Things" | 9:35 0:27 1:33 1:16 2:33 0:21 0:35 0:41 0:26 0:11 0:14 1:03 0:15 |  |
| Duração total: | Duração total: | 18:03                                                            |  |

### 40th Anniversary Edition (2018)
| Disc two: Live at Pinkpop Festival (June 4, 1979) |                                                                  |                     |                |         |  |
| N.º                                               | Título                                                           | Letras              | Música         | Duração |  |
| 1.                                                | "A Passage to Bangkok"                                           |                     |                | 4:03    |  |
| 2.                                                | "Xanadu"                                                         |                     |                | 12:32   |  |
| 3.                                                | "The Trees"                                                      |                     |                | 5:10    |  |
| 4.                                                | "Cygnus X-1 Book II: Hemispheres - The Sphere (A Kind of Dream)" |                     |                | 0:54    |  |
| 5.                                                | "Closer to the Heart"                                            | Peart, Peter Talbot |                | 3:16    |  |
| 6.                                                | "La Villa Strangiato"                                            |                     |                | 11:22   |  |
| 7.                                                | "In the Mood"                                                    | Lee                 | Lee            | 2:37    |  |
| 8.                                                | "Drum Solo"                                                      |                     | Peart          | 7:31    |  |
| 9.                                                | "Something for Nothing"                                          |                     | Lee            | 4:21    |  |
| 10.                                               | "2112 (Parts I-IV, VI-VII)" (live)                               |                     |                | 19:46   |  |
| Duração total:                                    | Duração total:                                                   | Duração total:      | Duração total: | 71:32   |  |

- Faixa 10 foi gravada ao-vivo em 28 de maio de 1979 em Stadthalle Offenbach, Alemanha Ocidental; incorretamente creditada como "Live in Arizona: November 20, 1978"

## Créditos
Créditos são adaptados das notas de encarte do álbum.
Rush
- Geddy Lee – baixo, vocais, sintetizador Minimoog, sintetizador Oberheim polyphonic, pedais de baixo Moog Taurus
- Alex Lifeson – guitarra e violão de 6 e 12 cordas , violão clássico, sintetizador de guittara Roland, pedáis Moog Taurus
- Neil Peart – bateria, sinos de orquestra, árvore de sinos, tímpano, gongo, campana, blocos do templo, sinos de vento, crotales

Produção
- Rush – produção, arranjamento
- Terry Brown – produção, arranjamento, mixagem em Trident Studios
- Pat Moran – engenharia em Rockfield Studios
- Declan O'Doherty – engenharia em Advision Studios
- John Brand – assistência de mixagem em Trident Studios
- Ray Staff – masterização
- Simon Hilliard – operador de fita em Trident Studios
- Mike Donegani – operador de fita em Trident Studios
- Reno Ruocco – operador de fita em Trident Studios
- Ray Staff – masterização em Trident Studios
- Hugh Syme – gráficos, direção de arte
- Bob King – direção de arte
- Yosh Inouye – fotografia da capa
- Fin Costello – capa interna e fotografia do poster
- Moon Records – produção executiva

## Classificação nas paradas
| Chart (1978)                   | Maior posição |
| 14                             |               |
| ------------------------------ | ------------- |
| Países Baixos (Dutch Charts)   | 178           |
| Reino Unido (UK Albums Chart)  | 14            |
| Estados Unidos (Billboard 200) | 47            |

## Certificações
| Região                                              | Certificação | Vendas                                               |
| --------------------------------------------------- | ------------ | ---------------------------------------------------- |
| Canada                                              | Platina      | 150 000                                              |
| United Kingdom                                      | Prata        | Erro de expressão: Palavra "estados" não reconhecida |
| United States                                       | Platina      | Erro de expressão: Falta operando para *             |
| ^números de vendas baseados somente na certificação |              |                                                      |